# Aignes
Pour les articles homonymes, voir Aignes-et-Puypéroux.
Ne doit pas être confondu avec la commune d'Aigne dans l'Hérault.
Aignes  est une commune française située dans l'est du département de la Haute-Garonne, en région Occitanie.
La commune possède un patrimoine naturel remarquable composé de deux zones naturelles d'intérêt écologique, faunistique et floristique.

## Géographie

### Localisation
La commune d'Aignes se trouve dans le département de la Haute-Garonne, en région Occitanie.
Sur le plan historique et culturel, Aignes fait partie du Lauragais, occupant une vaste zone, autour de l’axe central que constitue le canal du Midi, entre les agglomérations de Toulouse au nord-ouest et Carcassonne au sud-est et celles de Castres au nord-est et Pamiers au sud-ouest. C'est l'ancien « Pays de Cocagne », lié à la fois à la culture du pastel et à l’abondance des productions, et de « grenier à blé du Languedoc ».
Elle se situe à 34 km à vol d'oiseau de Toulouse, préfecture du département, et à 22 km d'Escalquens, bureau centralisateur du canton d'Escalquens dont dépend la commune depuis 2015 pour les élections départementales. La commune fait en outre partie du bassin de vie d'Auterive[réf. nécessaire].
La commune se trouve dans l'aire d'attraction de Toulouse ainsi que dans sa zone d'emploi, et dans le bassin de vie d'Auterive.

### Communes limitrophes
Les communes limitrophes sont  Calmont, Cintegabelle, Mauvaisin, Montgeard, Nailloux et Saint-Léon.
| Mauvaisin    | Saint-Léon | Nailloux  |
| Cintegabelle | Aignes     | Montgeard |
|              | Calmont    |           |

### Géologie et relief
La superficie de la commune est de 2 181 hectares ; son altitude varie de 198  à   323 mètres.
Son sol est à dominante argilo-calcaire et a 30 % d'argile.

### Hydrographie

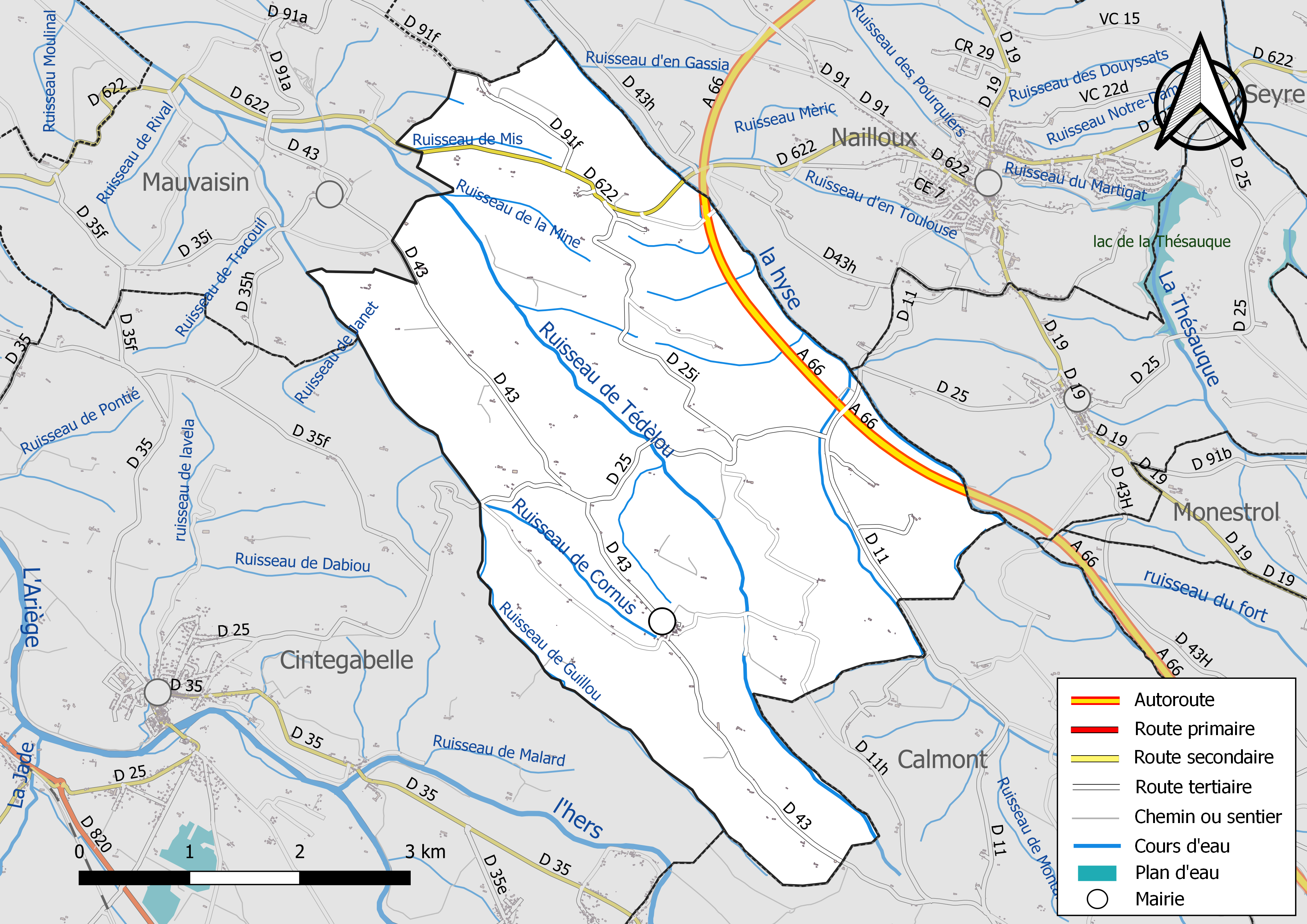
Réseaux hydrographique et routier d'Aignes.

La commune est dans le bassin versant de la Garonne, au sein du bassin hydrographique Adour-Garonne. Elle est drainée par la Hyse, le Tédèlou, le ruisseau de Cornus, le ruisseau le Vié, le ruisseau de Bouriac, le ruisseau de Figarède, le ruisseau de Guillou, le ruisseau de la Mine, le ruisseau de Mis, le ruisseau d'en Gassia, le ruisseau Mèric et par divers petits cours d'eau, constituant un réseau hydrographique de 29 km de longueur totale,.
La Hyse, d'une longueur totale de 29,3 km, prend sa source dans la commune de Gibel et s'écoule du sud-est vers le nord-ouest. Elle traverse la commune et se jette dans l'Ariège à Venerque, après avoir traversé 10 communes.
Le Tédèlou, d'une longueur totale de 18,8 km, prend sa source dans la commune de Calmont et s'écoule vers le nord-ouest. Il traverse la commune et se jette dans la Hyse à Venerque, après avoir traversé 8 communes.

### Climat
Pour des articles plus généraux, voir Climat de l'Occitanie et Climat de la Haute-Garonne.
En 2010, le climat de la commune est de type climat du Bassin du Sud-Ouest, selon une étude s'appuyant sur une série de données couvrant la période 1971-2000. En 2020, Météo-France publie une typologie des climats de la France métropolitaine dans laquelle la commune est exposée à un climat océanique altéré et est dans la région climatique Aquitaine, Gascogne, caractérisée par une pluviométrie abondante au printemps, modérée en automne, un faible ensoleillement au printemps, un été chaud (19,5 °C), des vents faibles, des brouillards fréquents en automne et en hiver et des orages fréquents en été (15 à 20 jours).
Pour la période 1971-2000, la température annuelle moyenne est de 12,7 °C, avec une amplitude thermique annuelle de 15,5 °C. Le cumul annuel moyen de précipitations est de 816 mm, avec 9,5 jours de précipitations en janvier et 5,9 jours en juillet. Pour la période 1991-2020, la température moyenne annuelle observée sur la station météorologique la plus proche, située sur la commune de Ségreville à 23 km à vol d'oiseau, est de 13,4 °C et le cumul annuel moyen de précipitations est de 747,6 mm,. Pour l'avenir, les paramètres climatiques de la commune estimés pour 2050 selon différents scénarios d'émission de gaz à effet de serre sont consultables sur un site dédié publié par Météo-France en novembre 2022.

### Milieux naturels et biodiversité

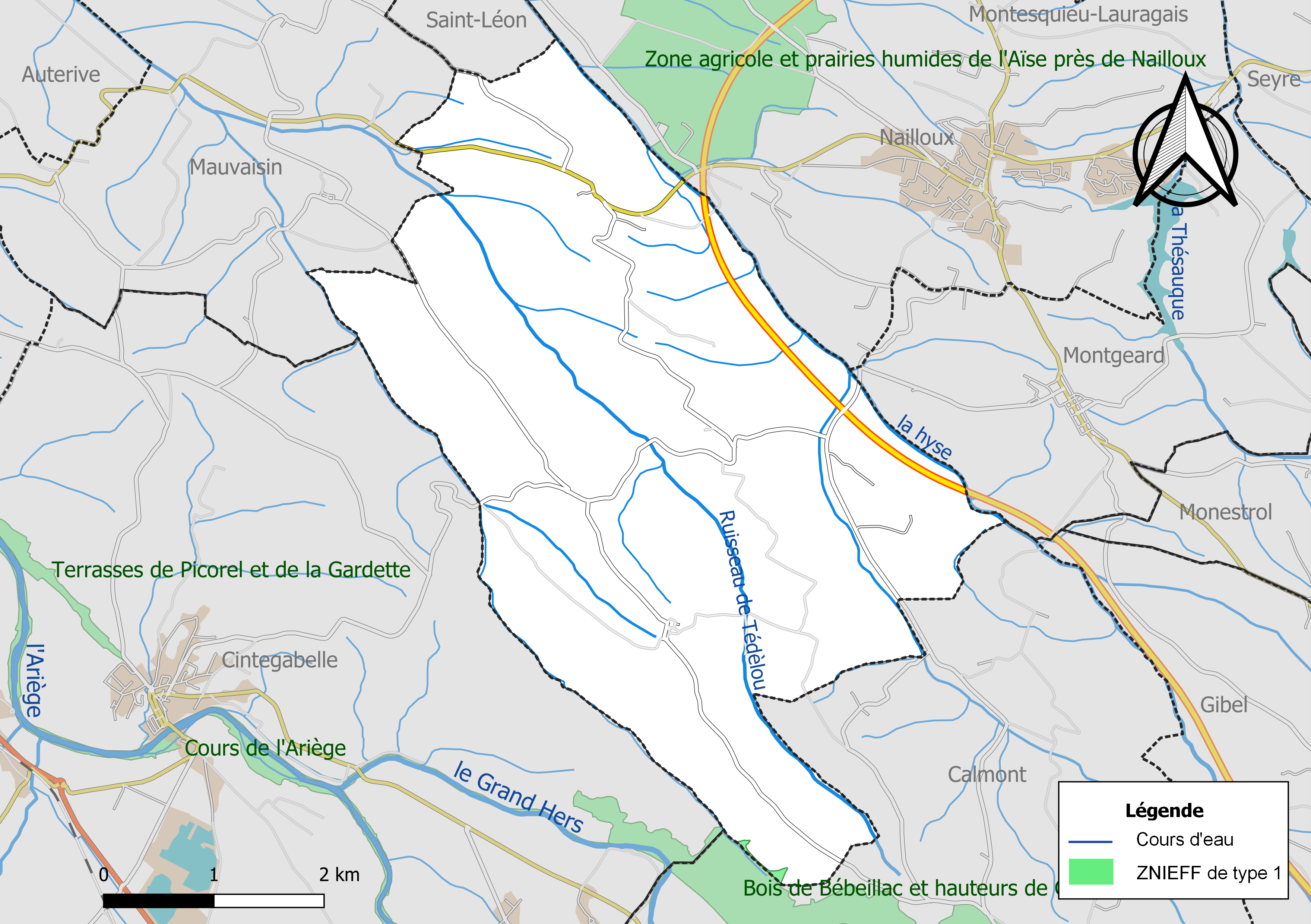
Carte des ZNIEFF de type 1 localisées sur la commune.

L’inventaire des zones naturelles d'intérêt écologique, faunistique et floristique (ZNIEFF) a pour objectif de réaliser une couverture des zones les plus intéressantes sur le plan écologique, essentiellement dans la perspective d’améliorer la connaissance du patrimoine naturel national et de fournir aux différents décideurs un outil d’aide à la prise en compte de l’environnement dans l’aménagement du territoire.
Deux ZNIEFF de type 1 sont recensées sur la commune :
les « bois de Bébeillac et hauteurs de Calmont » (262 ha), couvrant 4 communes dont une dans l'Ariège et trois dans la Haute-Garonne et 
la « zone agricole et prairies humides de l'Aïse près de Nailloux » (290 ha), couvrant 2 communes du département.

## Urbanisme

### Typologie
Au 1er janvier 2024, Aignes est catégorisée commune rurale à habitat très dispersé, selon la nouvelle grille communale de densité à sept niveaux définie par l'Insee en 2022.
Elle est située hors unité urbaine. Par ailleurs la commune fait partie de l'aire d'attraction de Toulouse, dont elle est une commune de la couronne,. Cette aire, qui regroupe 527 communes, est catégorisée dans les aires de 700 000 habitants ou plus (hors Paris),.

### Occupation des sols

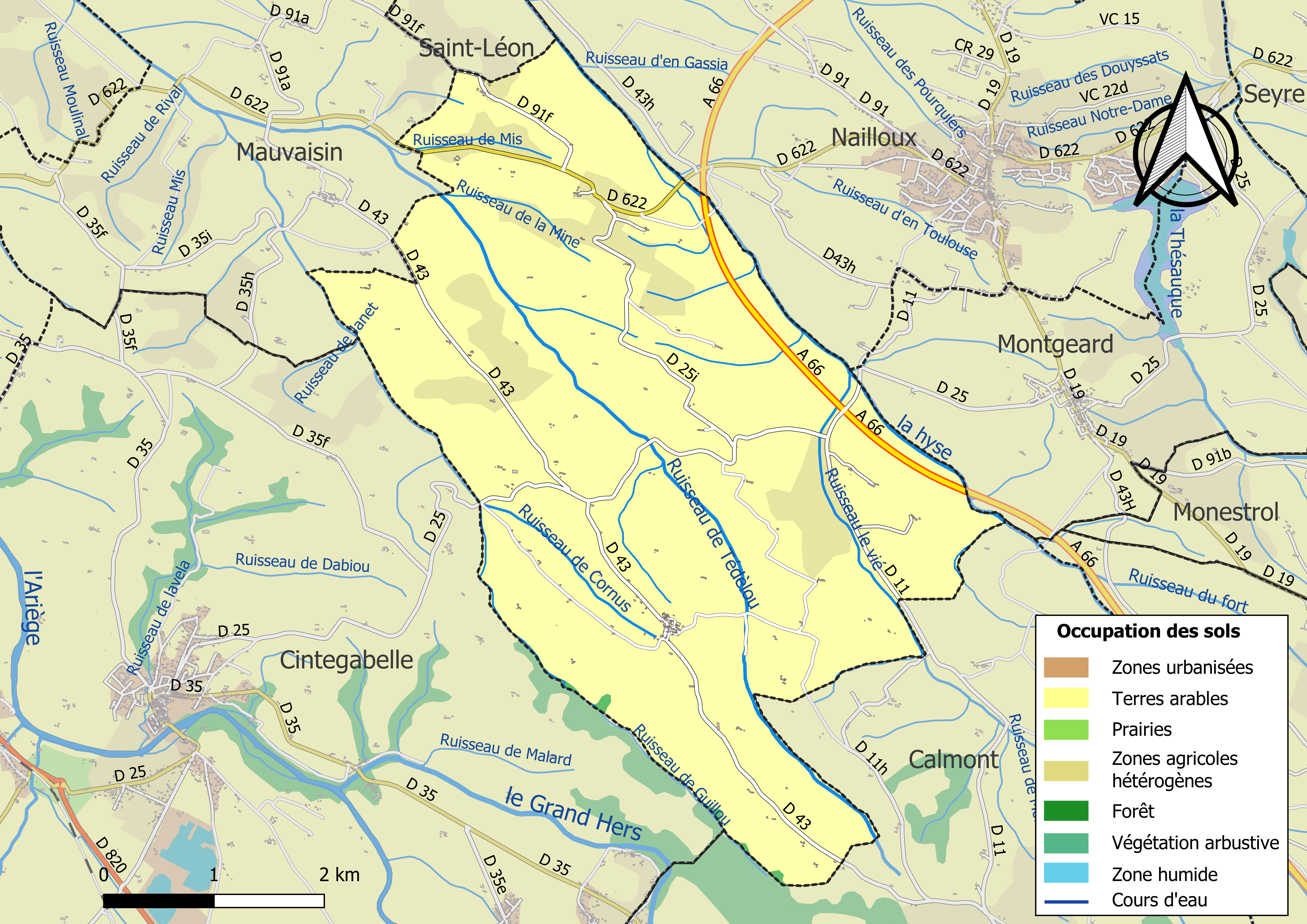
Carte des infrastructures et de l'occupation des sols de la commune en 2018 (CLC).

L'occupation des sols de la commune, telle qu'elle ressort de la base de données européenne d’occupation biophysique des sols Corine Land Cover (CLC), est marquée par l'importance des territoires agricoles (99,6 % en 2018), une proportion identique à celle de 1990 (99,6 %).
La répartition détaillée en 2018 est la suivante :  terres arables (90,1 %), zones agricoles hétérogènes (9,6 %), forêts (0,4 %).
L'évolution de l’occupation des sols de la commune et de ses infrastructures peut être observée sur les différentes représentations cartographiques du territoire : la carte de Cassini (XVIIIe siècle), la carte d'état-major (1820-1866) et les cartes ou photos aériennes de l'IGN pour la période actuelle (1950 à aujourd'hui).

### Habitat et logement
En 2021, le nombre total de logements dans la commune était de 126, alors qu'il était de 122 en 2016 et de 114 en 2011.
Parmi ces logements, 84,7 % étaient des résidences principales, 8,9 % des résidences secondaires et 6,5 % des logements vacants. Ces logements étaient pour 98,3 % d'entre eux des maisons individuelles et pour 1,7 % des appartements.
Le tableau ci-dessous présente la typologie des logements à Aignes en 2021 en comparaison avec celle de la Haute-Garonne et de la France entière. Une caractéristique marquante du parc de logements est ainsi une proportion de résidences secondaires et logements occasionnels (8,9 %) supérieure à celle du département (4,3 %) mais inférieure à celle de la France entière (9,7 %).
| Typologie                                               | Aignes | Haute-Garonne | France entière |
| ------------------------------------------------------- | ------ | ------------- | -------------- |
| Résidences principales (en %)                           | 84,7   | 88,4          | 82,2           |
| Résidences secondaires et logements occasionnels (en %) | 8,9    | 4,3           | 9,7            |
| Logements vacants (en %)                                | 6,5    | 7,2           | 8,1            |

### Voies de communication et transports
Aignes, traversée par l'Autoroute A66, est desservie  par l'ancienne route nationale 622 (actuelle RD 622).

### Risques naturels et technologiques
Le territoire de la commune d'Aignes est vulnérable à différents aléas naturels : météorologiques (tempête, orage, neige, grand froid, canicule ou sécheresse), inondations et séisme (sismicité très faible). Un site publié par le BRGM permet d'évaluer simplement et rapidement les risques d'un bien localisé soit par son adresse soit par le numéro de sa parcelle.
Certaines parties du territoire communal sont susceptibles d’être affectées par le risque d’inondation par débordement de cours d'eau, notamment le Tédèlou. La commune a été reconnue en état de catastrophe naturelle au titre des dommages causés par les inondations et coulées de boue survenues en 1982, 1996, 1998, 1999, 2000, 2009, 2013 et 2015,.

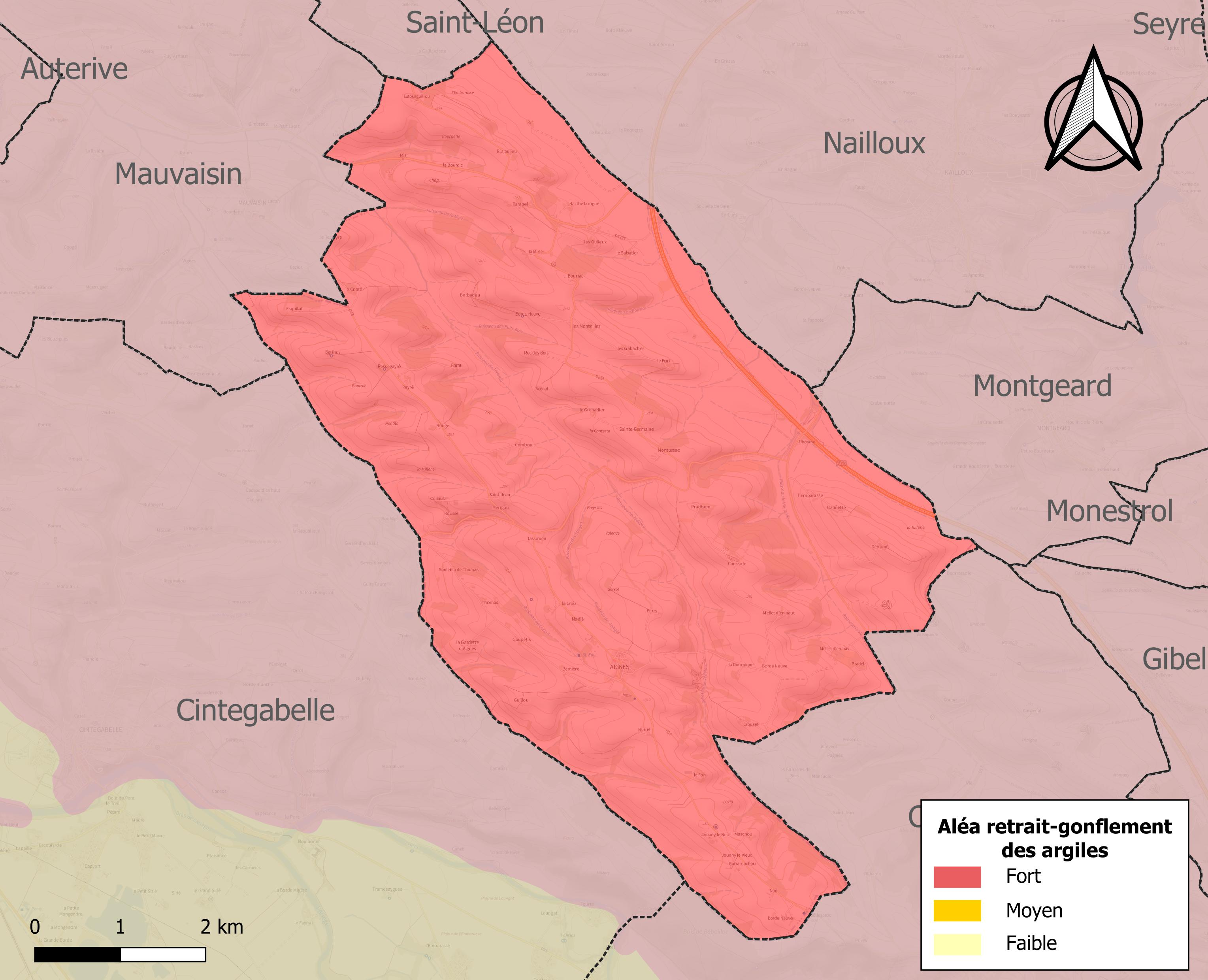
Carte des zones d'aléa retrait-gonflement des sols argileux d'Aignes.

Le retrait-gonflement des sols argileux est susceptible d'engendrer des dommages importants aux bâtiments en cas d’alternance de périodes de sécheresse et de pluie. La totalité de la commune est en aléa moyen ou fort (88,8 % au niveau départemental et 48,5 % au niveau national). Sur les 133 bâtiments dénombrés sur la commune en 2019, 133 sont en aléa moyen ou fort, soit 100 %, à comparer aux 98 % au niveau départemental et 54 % au niveau national. Une cartographie de l'exposition du territoire national au retrait gonflement des sols argileux est disponible sur le site du BRGM,.
Par ailleurs, afin de mieux appréhender le risque d’affaissement de terrain, l'inventaire national des cavités souterraines permet de localiser celles situées sur la commune.
Concernant les mouvements de terrains, la commune a été reconnue en état de catastrophe naturelle au titre des dommages causés par la sécheresse en 2016 et par des mouvements de terrain en 1999.

## Toponymie

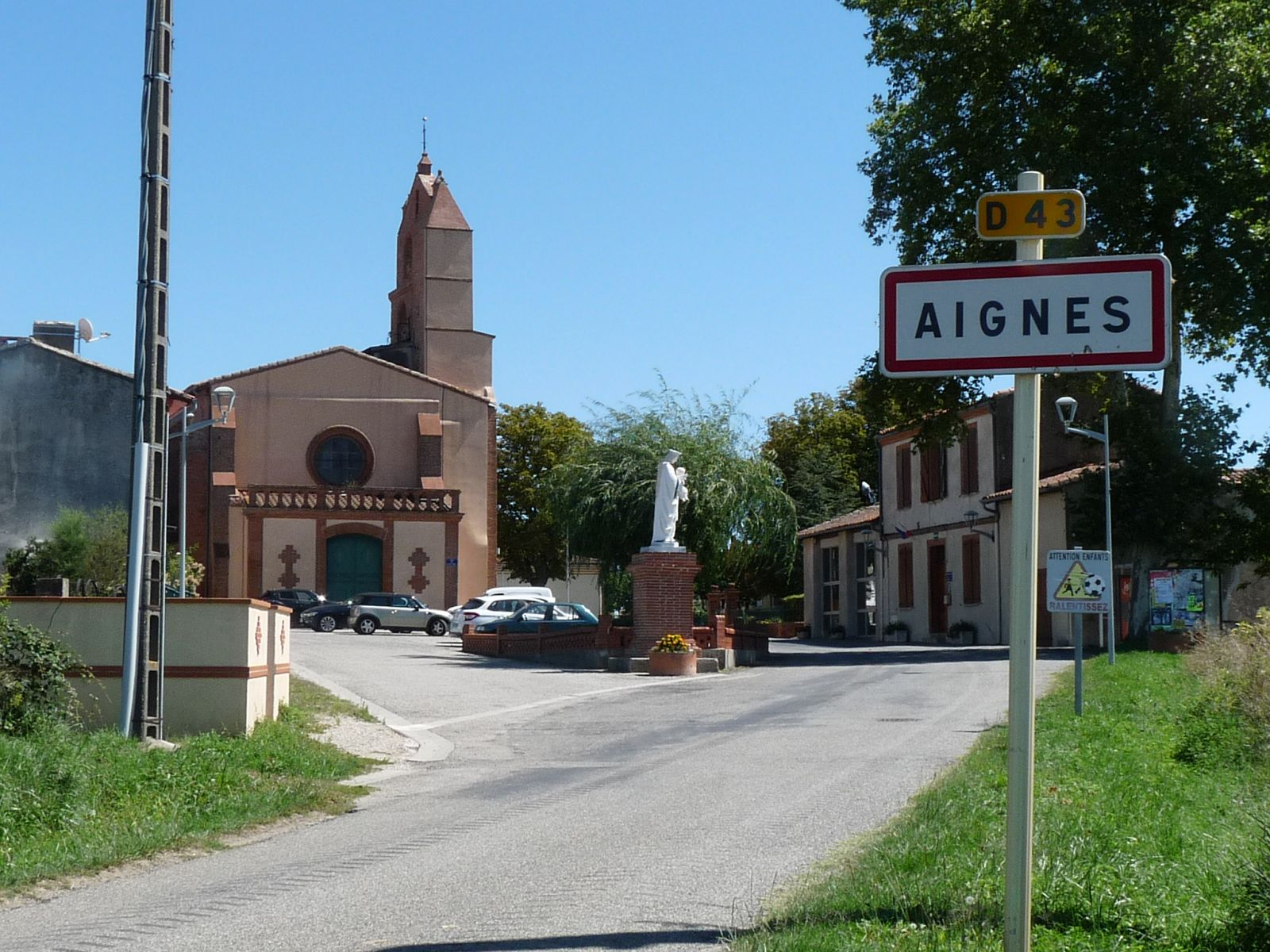

La localité est dénommée Anhas en occitan.

## Histoire

### Moyen Âge
Aignes est une ancienne batisde.
Les informations historiques remontent au XIIIe siècle où il est question de saint Bauzille d'Aignes ; les chevaliers de Saint-Jean de Jérusalem, possesseurs de ce territoire, encouragèrent les gens à s'installer au village.
Au XIVe siècle, Aignes passe sous l'autorité des consuls de Cintegabelle et est considéré comme partie intégrante de ce village.

### Époque contemporaine
Aignes obtient son autonomie communale en 1882, par détachement du territoire de Cintegabelle.

## Politique et administration

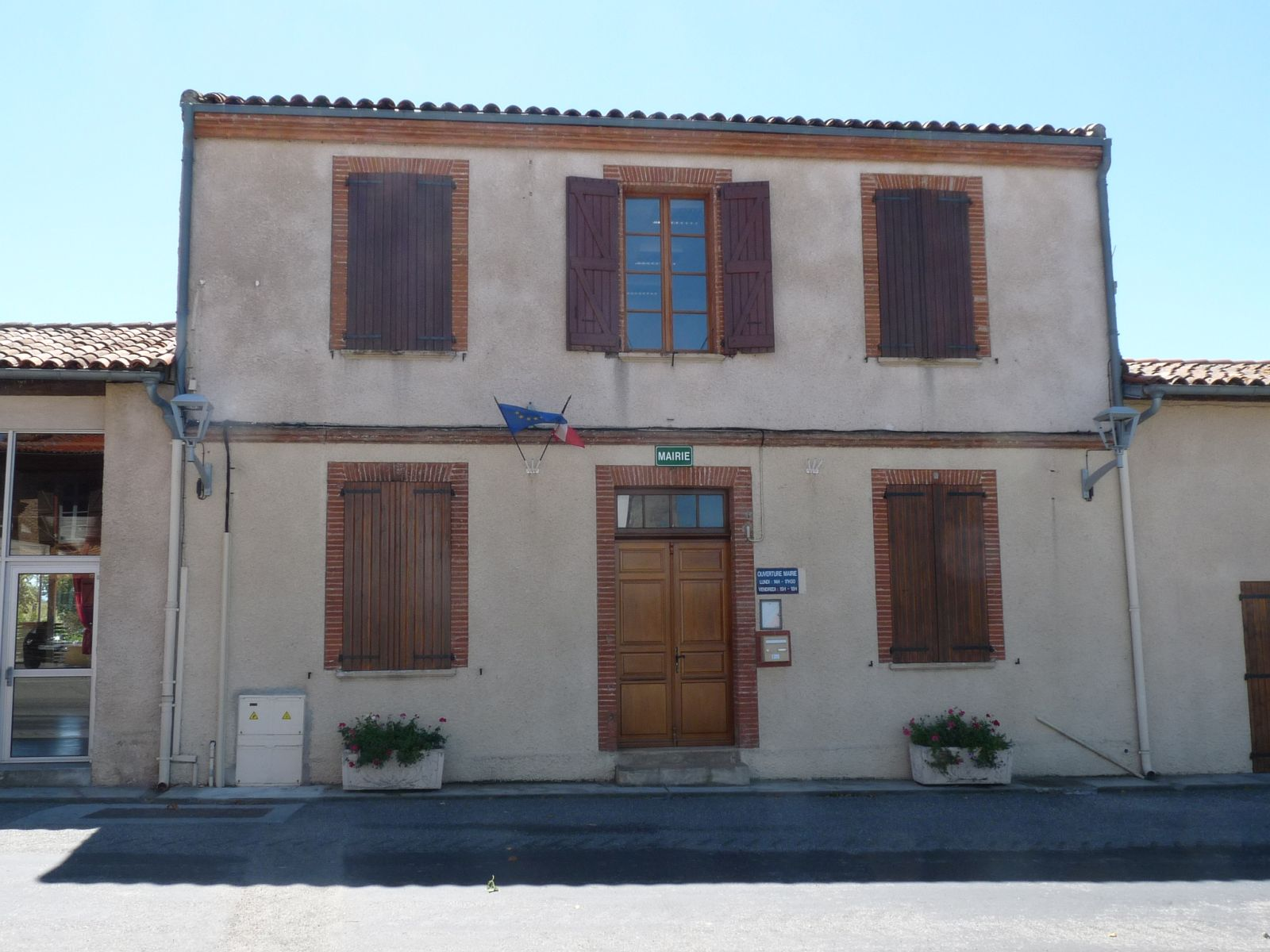
La mairie.

### Rattachements administratifs et électoraux

#### Rattachements administratifs
La commune se trouvait  depuis 1942 dans l'arrondissement de Muret du département de la Haute-Garonne. Elle est transférée dans l'arrondissement de Toulouse en 2015.
Elle faisait partie depuis sa création en 1882 du canton de Cintegabelle. Dans le cadre du redécoupage cantonal de 2014 en France, cette circonscription administrative territoriale a disparu, et le canton n'est plus qu'une circonscription électorale.

#### Rattachements électoraux
Pour les élections départementales, la commune fait partie depuis 2014 du canton d'Escalquens.
Pour l'élection des députés, elle fait partie de la septième circonscription de la Haute-Garonne.

### Intercommunalité
Aignes était membre de la communauté de communes des Coteaux du Lauragais Sud, un établissement public de coopération intercommunale (EPCI) à fiscalité propre créé fin 2001 et auquel la commune avait transféré un certain nombre de ses compétences, dans les conditions déterminées par le code général des collectivités territoriales.
Dans le cadre des dispositions de la loi portant nouvelle organisation territoriale de la République du 7 août 2015, qui prévoit que les établissements publics de coopération intercommunale (EPCI) à fiscalité propre doivent avoir un minimum de 15 000 habitants, cette intercommunalité a fusionné avec ses voisines pour former, le 1er janvier 2017, la communauté de communes des Terres du Lauragais, dont est désormais membre la commune.

### Administration municipale
Le nombre d'habitants étant compris entre 100 et 499, le nombre de membres du conseil municipal  est de onze, y compris le maire et ses adjoints.

### Liste des maires
| Période                                  | Période                        | Identité       | Étiquette | Qualité                                   |
| ---------------------------------------- | ------------------------------ | -------------- | --------- | ----------------------------------------- |
| Les données manquantes sont à compléter. |                                |                |           |                                           |
|                                          |                                |                |           |                                           |
| mars 2001                                | mars 2008                      | Nicole Clauzel | PS        |                                           |
| mars 2008                                | mai 2020                       | Jude Mathe     | DVG       | Retraitée de l'agriculture                |
| mai 2020,                                | décembre 2022                  | Gérard Roques  | DVG       | Retraité de l'agriculture. Démissionnaire |
| décembre 2022                            | En cours (au 30 novembre 2023) | Patrice Ramond |           | Agriculteur                               |

## Équipements et services publics

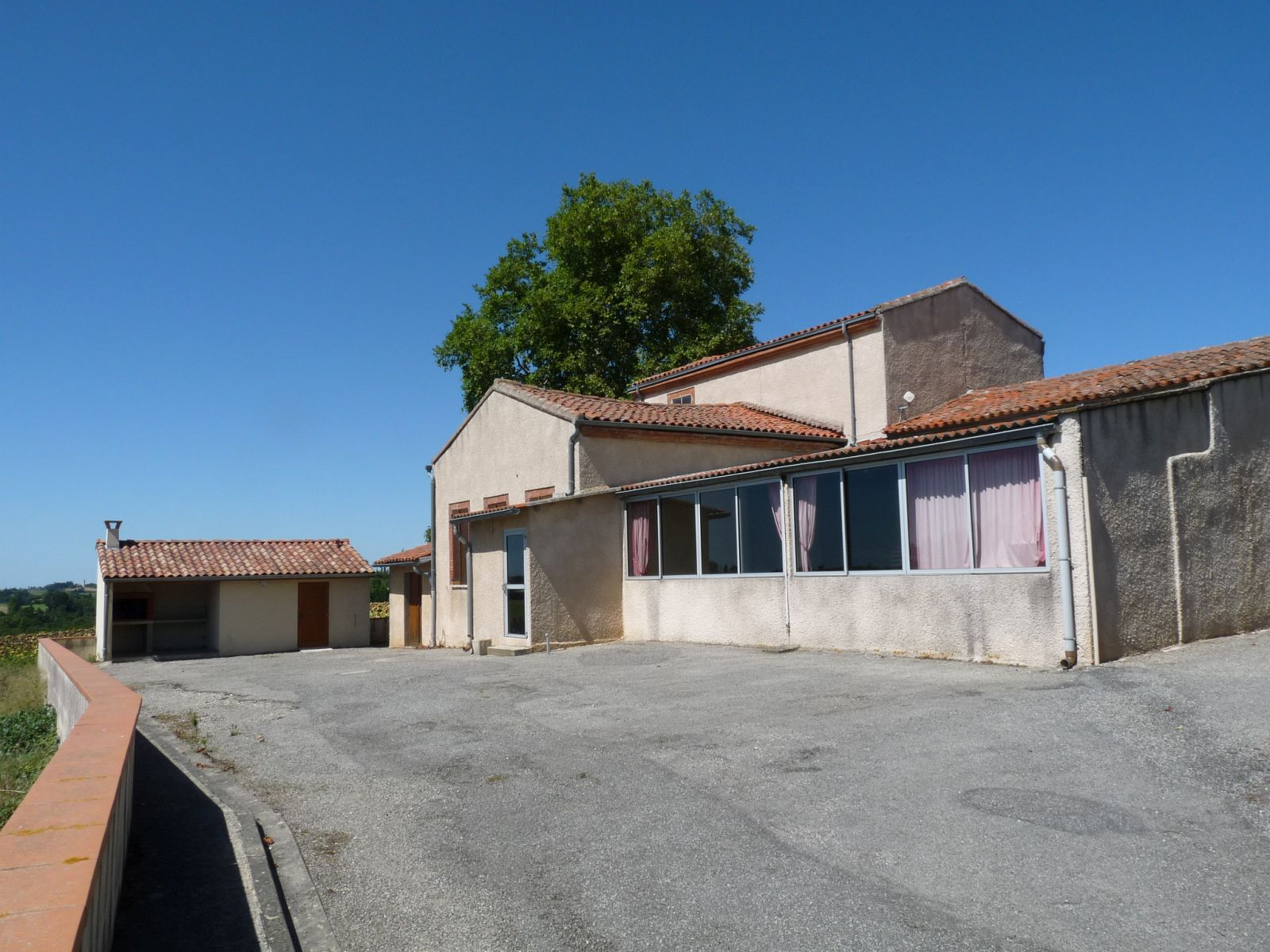
La salle des fêtes.

La commune dispose d'une salle des fêtes, agrandie et réaménagée en 2019.

### Eau et déchets
La collecte et le traitement des déchets des ménages et des déchets assimilés ainsi que la protection et la mise en valeur de l'environnement se font dans le cadre de la communauté de communes des Terres du Lauragais (ex communauté de communes des Coteaux du Lauragais Sud).
Une déchèterie est présente sur la commune voisine de Montgeard.

### Enseignement
Aignes fait partie de l'académie de Toulouse.
Il n'y a pas d'école à Aignes. Les écoliers doivent donc se rendre sur la commune voisine de Nailloux.

## Population et société
Les habitants sont appelés les Aignois.

### Démographie
L'évolution du nombre d'habitants est connue à travers les recensements de la population effectués dans la commune depuis 1881. Pour les communes de moins de 10 000 habitants, une enquête de recensement portant sur toute la population est réalisée tous les cinq ans, les populations de référence des années intermédiaires étant quant à elles estimées par interpolation ou extrapolation. Pour la commune, le premier recensement exhaustif entrant dans le cadre du nouveau dispositif a été réalisé en 2004.

En 2022, la commune comptait 240 habitants, en évolution de −4 % par rapport à 2016 (Haute-Garonne : +8,02 %, France hors Mayotte : +2,11 %).
| 1881 | 1886 | 1891 | 1896 | 1901 | 1906 | 1911 | 1921 | 1926 |
| ---- | ---- | ---- | ---- | ---- | ---- | ---- | ---- | ---- |
| 911  | 874  | 853  | 850  | 801  | 768  | 746  | 610  | 611  |

| 1931 | 1936 | 1946 | 1954 | 1962 | 1968 | 1975 | 1982 | 1990 |
| ---- | ---- | ---- | ---- | ---- | ---- | ---- | ---- | ---- |
| 568  | 587  | 524  | 476  | 333  | 219  | 184  | 176  | 168  |

| 1999 | 2004 | 2006 | 2009 | 2014 | 2019 | 2022 | - | - |
| ---- | ---- | ---- | ---- | ---- | ---- | ---- | - | - |
| 193  | 219  | 228  | 236  | 249  | 241  | 240  | - | - |

Aignes est une commune rurale qui a connu sa population  maximale de 911 habitants lors de sa création, et qui a perdu des habitants jusqu'en 1990.
| selon la population municipale des années : | 1968 | 1975 | 1982 | 1990 | 1999 | 2006 | 2009 | 2013 |
| Rang de la commune dans le département      | 263  | 324  | 330  | 378  | 388  | 354  | 353  | 350  |
| Nombre de communes du département           | 592  | 582  | 586  | 588  | 588  | 588  | 589  | 589  |

### Sports et loisirs
Chasse, pétanque, randonnée pédestre,

## Économie

### Revenus
En 2018  (données Insee publiées en septembre 2021), la commune compte 104 ménages fiscaux, regroupant 244 personnes. La médiane du revenu disponible par unité de consommation est de 23 420 € (23 140 € dans le département).

### Emploi
|                | 2008  | 2013  | 2018  |
| -------------- | ----- | ----- | ----- |
| Commune        | 8,6 % | 5,8 % | 5 %   |
| Département    | 7,7 % | 9,6 % | 9,3 % |
| France entière | 8,3 % | 10 %  | 10 %  |

En 2018, la population âgée de 15 à 64 ans s'élève à 142 personnes, parmi lesquelles on compte 84,4 % d'actifs (79,4 % ayant un emploi et 5 % de chômeurs) et 15,6 % d'inactifs,. En  2018, le taux de chômage communal (au sens du recensement) des 15-64 ans est inférieur à celui de la France et du département, alors qu'en 2008 la situation était inverse.
La commune fait partie de la couronne de l'aire d'attraction de Toulouse, du fait qu'au moins 15 % des actifs travaillent dans le pôle,. Elle compte 22 emplois en 2018, contre 23 en 2013 et 29 en 2008. Le nombre d'actifs ayant un emploi résidant dans la commune est de 118, soit un indicateur de concentration d'emploi de 18,8 % et un taux d'activité parmi les 15 ans ou plus de 60,5 %.
Sur ces 118 actifs de 15 ans ou plus ayant un emploi, 13 travaillent dans la commune, soit 11 % des habitants. Pour se rendre au travail, 93,2 % des habitants utilisent un véhicule personnel ou de fonction à quatre roues, 3,4 % s'y rendent en deux-roues, à vélo ou à pied et 3,4 % n'ont pas besoin de transport (travail au domicile).

### Activités hors agriculture

#### Secteurs d'activités
13 établissements sont implantés  à Aignes au 31 décembre 2019.
Le secteur des activités spécialisées, scientifiques et techniques et des activités de services administratifs et de soutien est prépondérant sur la commune puisqu'il représente 30,8 % du nombre total d'établissements de la commune (4 sur les 13 entreprises implantées  à Aignes), contre 19,8 % au niveau départemental.

### Agriculture
La commune est dans « les Vallées », une petite région agricole occupant le centre-nord du département de la Haute-Garonne. En 2020, l'orientation technico-économique de l'agriculture  sur la commune est la culture de céréales et/ou d'oléoprotéagineuses.
|               | 1988  | 2000  | 2010  | 2020  |
| ------------- | ----- | ----- | ----- | ----- |
| Exploitations | 27    | 17    | 12    | 12    |
| SAU (ha)      | 1 612 | 1 677 | 1 782 | 2 226 |

Le nombre d'exploitations agricoles en activité et ayant leur siège dans la commune est passé de 27 lors du recensement agricole de 1988  à 17 en 2000 puis à 12 en 2010 et enfin à 12 en 2020, soit une baisse de 56 % en 32 ans. Le même mouvement est observé à l'échelle du département qui a perdu pendant cette période 57 % de ses exploitations,. La surface agricole utilisée sur la commune a quant à elle augmenté, passant de 1 612 ha en 1988 à 2 226 ha en 2020. Parallèlement la surface agricole utilisée moyenne par exploitation a augmenté, passant de 60 à 186 ha.

## Culture locale et patrimoine

### Lieux et monuments
- L'église Saint-Baudile a eu à subir les dégâts des guerres de Religion et elle échappa de peu à la destruction totale sous la Révolution. Sa forme actuelle date du milieu du XIXe siècle. Elle est dotée d'un clocher-mur.
- Chapelle de Lapeyre, près de la Bourdic, dans le nord de la commune.

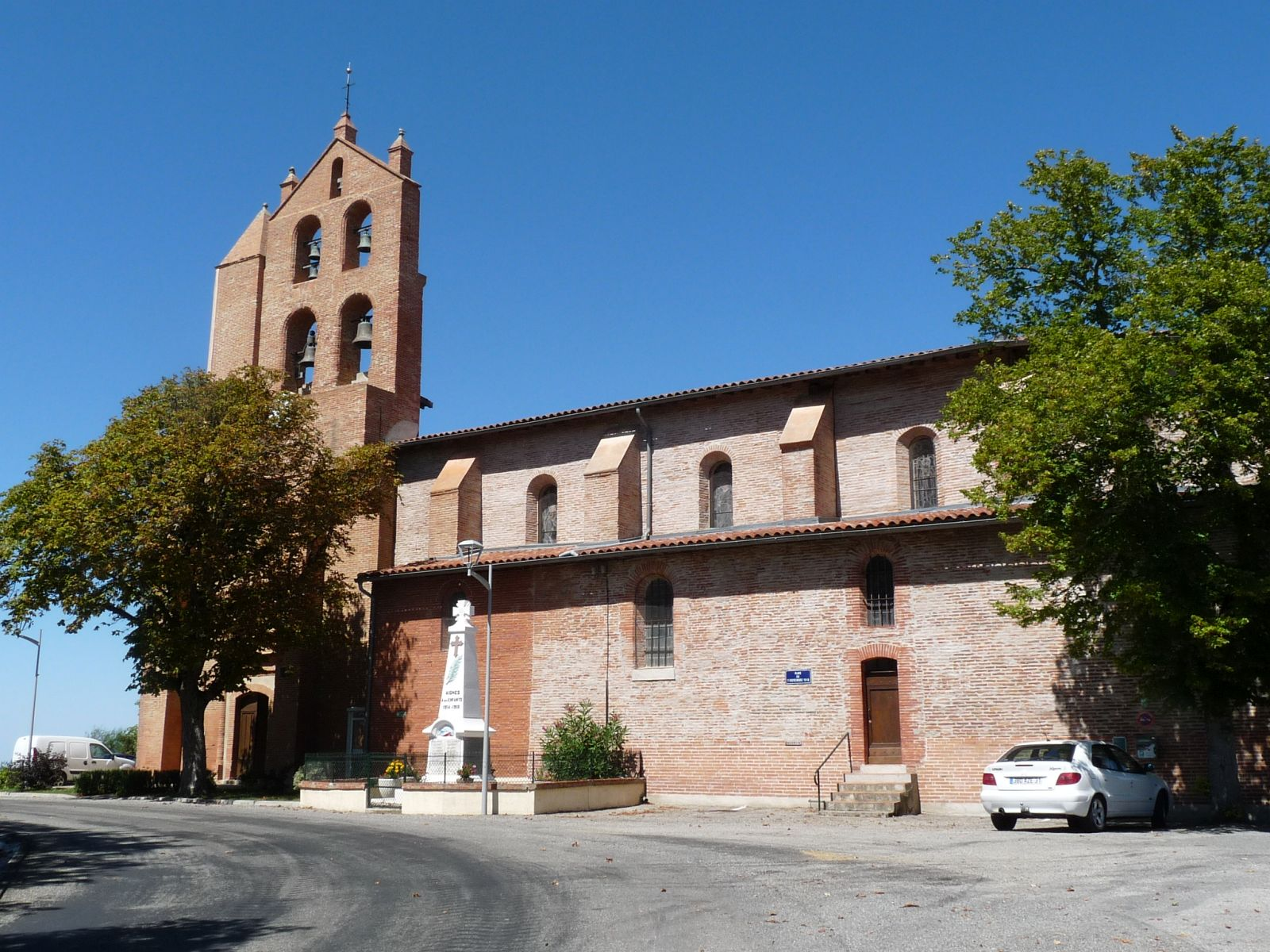
L'église Saint-Baudile...
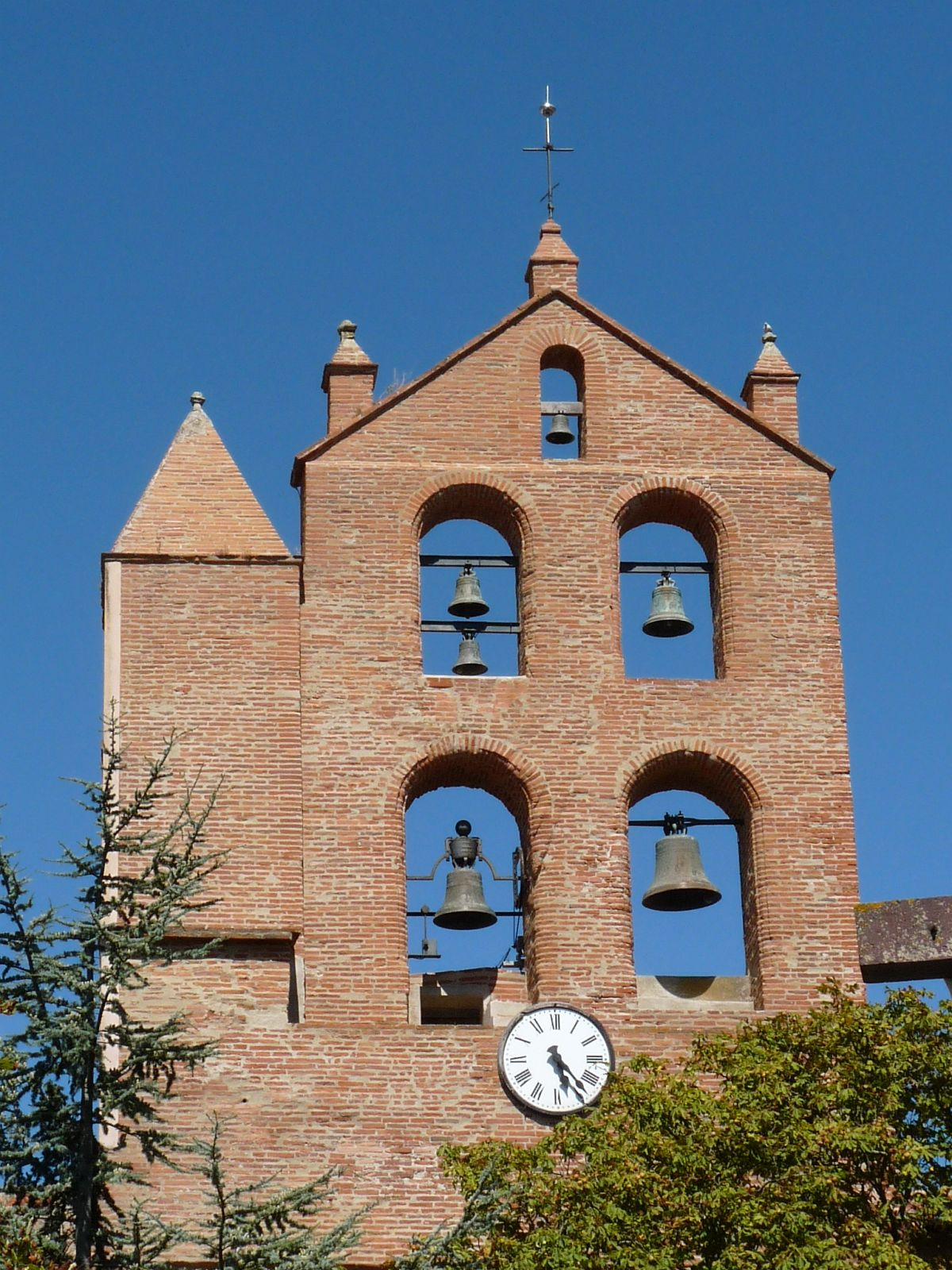
... et son clocher.
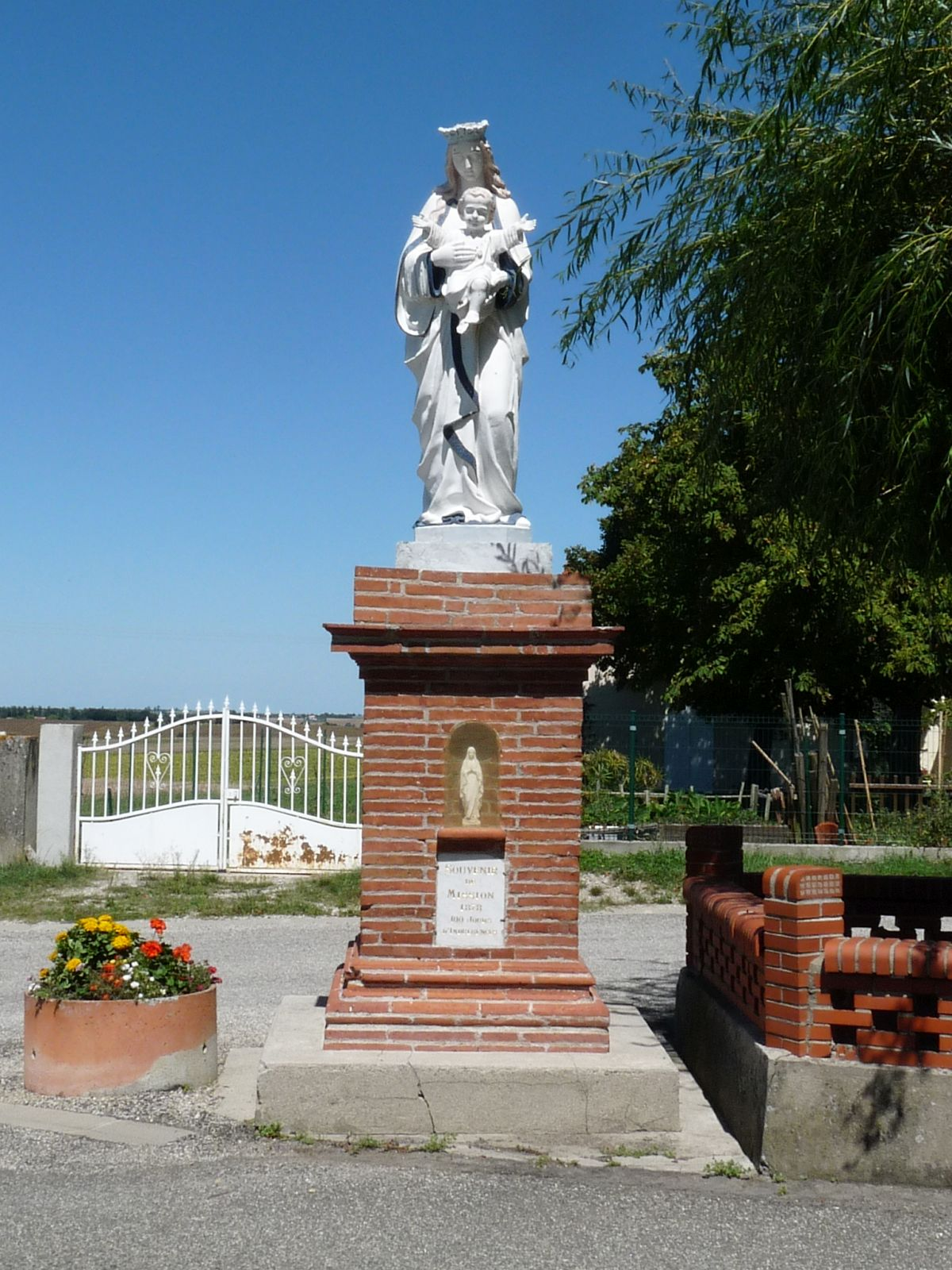
Statue de la Vierge à l'Enfant.
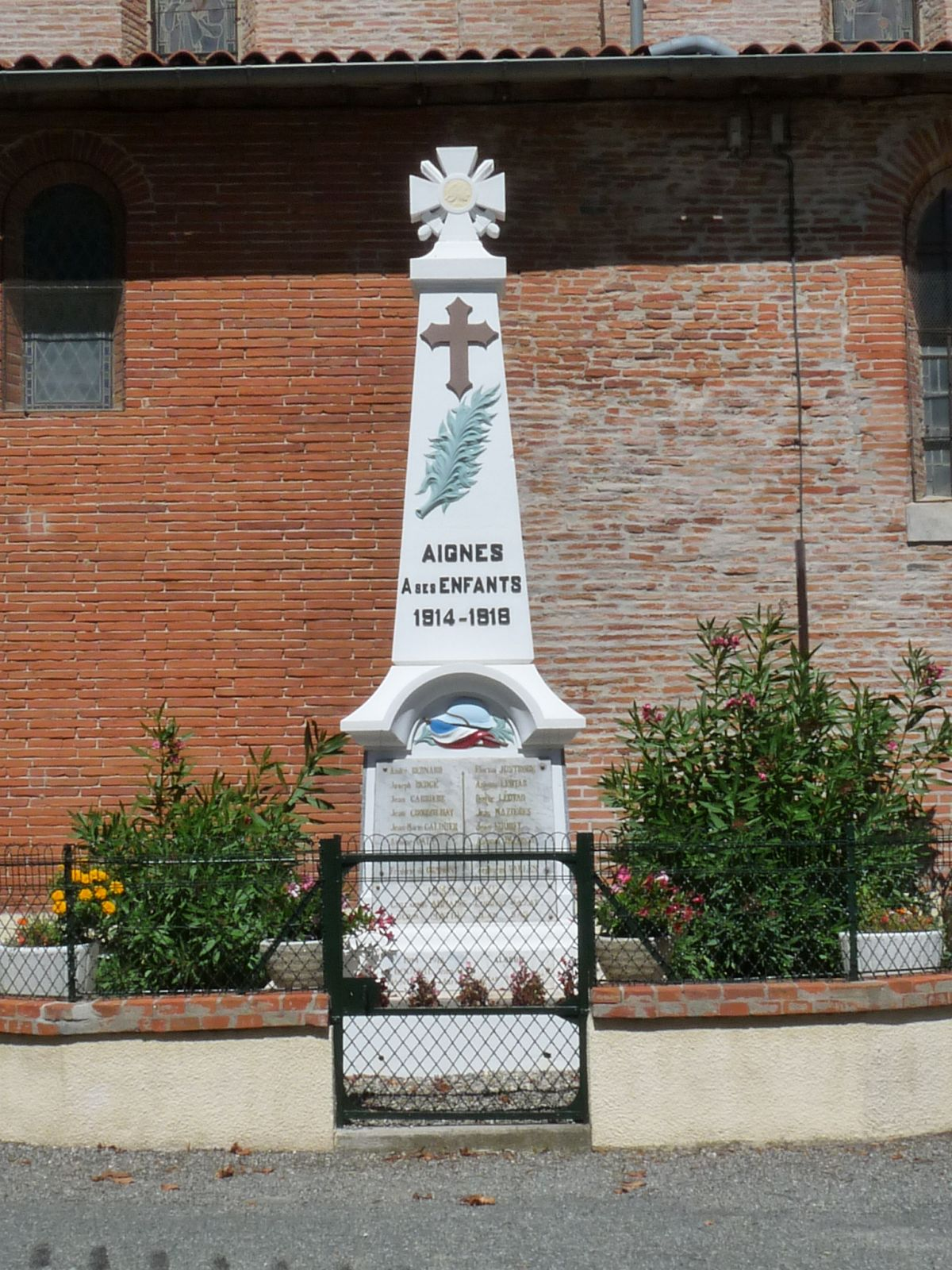
Le monument aux morts.

### Personnalités liées à la commune
- Guillaume Cammas (1688- ?), peintre et architecte français qui a réalisé  la façade du Capitole et l'Académie royale de peinture de Toulouse, est né à Aignes.

## Pour approfondir